# 米洛什·博约维奇
米洛什·博约维奇（羅馬化：Miloš Bojović，1938年6月25日—2001年8月5日），塞尔维亚男子篮球运动员。他曾代表南斯拉夫参加1963年和1965年国际篮联欧洲锦标赛，获得一枚银牌和一枚铜牌。